# Gutter Rainbows
Gutter Rainbows è il quarto album in studio da solista del rapper statunitense Talib Kweli, pubblicato nel 2011.

## Tracce
1. After the Rain – 1:27 (C. Njapa, T. Greene, T. Ibrahim)
2. Gutter Rainbows – 4:11 (M. Landon, T. Greene, R. Mandell)
3. So Low – 3:15 (C. Bauss, T. Greene, M. Wright)
4. Palookas (featuring Sean Price) – 3:58 (M. Bruno, T. Greene, S. Price)
5. Mr. International (featuring Nigel Hall) – 3:37 (L. Griffin, T. Greene, N. Hall)
6. I'm On One – 3:55 (C. Tyson, T. Greene)
7. Wait for You (featuring Kendra Ross) – 3:46 (L. Griffin, T. Greene, K. Ross)
8. Ain't Waiting (featuring Outasight) – 3:58 (M. Kawesch, T. Greene, R. Andrew)
9. Cold Rain – 2:36 (D. Willis, T. Greene)
10. Friends & Family – 3:58 (E. Jones, T. Greene)
11. Tater Tot – 2:57 (N. Speed, T. Greene)
12. How You Love Me (featuring Blaq Toven) – 4:05 (A. Ranson, T. Greene)
13. Uh Oh (featuring Jean Grae) – 4:16 (M. Jackson, T. Greene, T. Ibrahim)
14. Self Savior (featuring Chace Infinite) – 3:14 (M. Brown, T. Greene)

## Classifiche
| Classifica (2011)           | Posizione raggiunta |
| --------------------------- | ------------------- |
| Stati Uniti (Billboard 200) | 29                  |